# Gint gaitako
Espèce
Gint gaitako est une espèce de scorpions de la famille des Buthidae.

## Distribution
Cette espèce est endémique de la région d'Oromia en Éthiopie. Elle se rencontre dans la zone Borena.

## Description
Le mâle holotype mesure 26 mm et la femelle paratype 37 mm, les mâles mesurent de 22 à 26 mm.

## Publication originale
- Kovařík, Lowe, Plíšková & Šťáhlavský, 2013 : « A New Scorpion Genus, Gint gen. n., from the Horn of Africa (Scorpiones: Buthidae). » Euscorpius, no 173, p. 1-19 (texte intégral).